# Buenavista (Navojoa)
Buenavista es un pueblo del municipio de Navojoa ubicado en el sur del estado mexicano de Sonora. Según los datos del Censo de Población y Vivienda realizado en 2010 por el Instituto Nacional de Estadística y Geografía (INEGI), Buenavista tiene un total de 440 habitantes.

## Geografía
Buenavista se sitúa en las coordenadas geográficas 27°2′22″ de latitud norte y 109°30′34″ de longitud oeste del meridiano de Greenwich, a una elevación de 29 metros sobre el nivel del mar.